# Cratere Sullivan (Mercurio)
Sullivan  è un cratere sulla superficie di Mercurio.